# Temporada 1994 del Campeonato Mundial de Superbikes
La Temporada 1994 del Campeonato Mundial de Superbikes fue la octava temporada del 2 de mayo en Donington y terminó el 30 de octubre en Phillip Island después de 11 rondas. Carl Fogarty ganó el campeonato de pilotos con 11 victorias y Ducatti ganó el campeonato de constructores. 

## Calendario y resultados
| Ronda | Ronda | Circuito       | Fecha            | Superpole      | Vuelta Rápida        | Piloto Ganador    | Equipo Ganador                |
| ----- | ----- | -------------- | ---------------- | -------------- | -------------------- | ----------------- | ----------------------------- |
| 1     | R1    | Donington      | 2 de mayo        | Scott Russell  | Troy Corser          | Carl Fogarty      | Ducati Corse Virginio Ferrari |
| 1     | R2    | Donington      | 2 de mayo        | Scott Russell  | Scott Russell        | Scott Russell     | Team Kawasaki Muzzy           |
| 2     | R1    | Hockenheim     | 8 de mayo        | Scott Russell  | Fabrizio Pirovano    | Scott Russell     | Team Kawasaki Muzzy           |
| 2     | R2    | Hockenheim     | 8 de mayo        | Scott Russell  | Scott Russell        | Scott Russell     | Team Kawasaki Muzzy           |
| 3     | R1    | Misano         | 29 de mayo       | Scott Russell  | Piergiorgio Bontempi | Scott Russell     | Team Kawasaki Muzzy           |
| 3     | R2    | Misano         | 29 de mayo       | Scott Russell  | Giancarlo Falappa    | Giancarlo Falappa | Ducati Corse Virginio Ferrari |
| 4     | R1    | Albacete       | 19 de junio      | Carl Fogarty   | Carl Fogarty         | Carl Fogarty      | Ducati Corse Virginio Ferrari |
| 4     | R2    | Albacete       | 19 de junio      | Carl Fogarty   | Carl Fogarty         | Carl Fogarty      | Ducati Corse Virginio Ferrari |
| 5     | R1    | Österreichring | 17 de julio      | Carl Fogarty   | Andreas Meklau       | Carl Fogarty      | Ducati Corse Virginio Ferrari |
| 5     | R2    | Österreichring | 17 de julio      | Carl Fogarty   | Carl Fogarty         | Carl Fogarty      | Ducati Corse Virginio Ferrari |
| 6     | R1    | Sentul         | 21 de agosto     | Carl Fogarty   | Carl Fogarty         | Jamie Whitham     | Moto Cinelli                  |
| 6     | R2    | Sentul         | 21 de agosto     | Carl Fogarty   | Carl Fogarty         | Carl Fogarty      | Ducati Corse Virginio Ferrari |
| 7     | R1    | Sugo           | 28 de agosto     | Yasutomo Nagai | Fabrizio Pirovano    | Scott Russell     | Team Kawasaki Muzzy           |
| 7     | R2    | Sugo           | 28 de agosto     | Yasutomo Nagai | Carl Fogarty         | Scott Russell     | Team Kawasaki Muzzy           |
| 8     | R1    | Assen          | 12 de septiembre | Carl Fogarty   | Carl Fogarty         | Carl Fogarty      | Ducati Corse Virginio Ferrari |
| 8     | R2    | Assen          | 12 de septiembre | Carl Fogarty   | Carl Fogarty         | Carl Fogarty      | Ducati Corse Virginio Ferrari |
| 9     | R1    | Mugello        | 25 de septiembre | Carl Fogarty   | Scott Russell        | Scott Russell     | Team Kawasaki Muzzy           |
| 9     | R2    | Mugello        | 25 de septiembre | Carl Fogarty   | Scott Russell        | Carl Fogarty      | Ducati Corse Virginio Ferrari |
| 10    | R1    | Donington      | 2 de octubre     | Carl Fogarty   | Troy Corser          | Scott Russell     | Team Kawasaki Muzzy           |
| 10    | R2    | Donington      | 2 de octubre     | Carl Fogarty   | Scott Russell        | Scott Russell     | Team Kawasaki Muzzy           |
| 11    | R1    | Phillip Island | 30 de octubre    | Anthony Gobert | Carl Fogarty         | Carl Fogarty      | Ducati Corse Virginio Ferrari |
| 11    | R2    | Phillip Island | 30 de octubre    | Anthony Gobert | Carl Fogarty         | Anthony Gobert    | Anthony Gobert Racing         |